# Pandanus penicillus
Pandanus penicillus är en enhjärtbladig växtart som beskrevs av Ugolino Martelli. Pandanus penicillus ingår i släktet Pandanus och familjen Pandanaceae. Inga underarter finns listade.